# Zhanibek Alimkhanuly
Zhanibek Alimkhanuly est un boxeur kazakh né le 1er avril 1993 à Almaty.

## Carrière
Sa carrière amateur est marquée par une médaille d'or aux championnats d'Asie d'Amman en 2013 et surtout par un titre de champion du monde à Almaty la même année dans la catégorie poids moyens.
Alimkhanuly passe dans les rangs professionnels après les jeux olympiques de Rio en 2016 qu'il termine à la 5e place en s'inclinant en quart de finale contre Kamran Şahsuvarlı. Il remporte ses 11 premiers combats puis s'empare de la ceinture WBO par intérim des poids moyens le 21 mai 2022 en battant 	par KO au 2e round Danny Dignum. Le boxeur kazakh devient champion à part entière le 26 août à la suite de la vacance de Demetrius Andrade. Il conserve ce titre le 12 novembre suivant en battant aux points Denzel Bentley et le 13 mai 2023 par KO au premier contre Steven Butler.
Le 14 octobre 2023, le boxeur kazakh bat par arrêt de l'arbitre au 6e round Vincenzo Gualtieri et s'empare de la ceinture IBF. Il conserve ensuite ses deux ceintures aux dépens de 	Andrei Mikhailovich le 4 octobre 2024 par arrêt de l’arbitre au neuvième round puis contre Anauel Ngamissengue au cinquième round le 5 avril 2025.

## Palmarès amateur

### Championnats du monde
- Médaille d'or en -75 kg en 2013 à Almaty, Kazakhstan

### Jeux asiatiques
- Médaille d'or en -75 kg en 2013 à Amman, Jordanie